# Köcher (Heraldik)
Der Köcher, als Behältnis für die Pfeile, ist in der Heraldik eine gemeine Figur.
Die Darstellung im Wappen oder Feld kann als umgehängtes Behältnis eines Schützen oder im Wappen nur ein „Korb“ mit Pfeilen sein. Die Farbgebung ist mit allen heraldischen Farben möglich, aber eingesteckte Pfeile sollten farblich sich vom Köcher unterscheiden. Pfeilbündel, beziehungsweise die Anzahl und Stellung der Pfeile (Spitze oben oder unten) sind zu melden. Die Wappenfigur ist auch gelegentlich mit dem Schützen oder dem Bogen (Waffe) im Schild. Auch im Oberwappen wird der Köcher dargestellt. Nicht immer sind Pfeile im Köcher. Hierbei handelt es sich aber genau genommen, in der Heraldik um ein Federgestell. Straußen- oder Reiher- und Pfauenfedern oder andere Dinge können darin stecken, müssen aber immer in der Wappenbeschreibung erwähnt werden.
Der Ortsname von Tülau ist beispielsweise dem Altslawischen tulû entlehnt und bedeutet etwa Köcher, der auch im Wappen mit drei Pfeilen in verwechselten Farben in Grün-Gold gespalten ist.

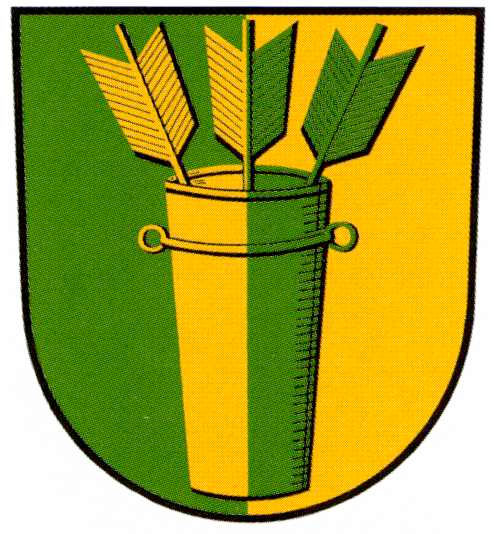
Tülau
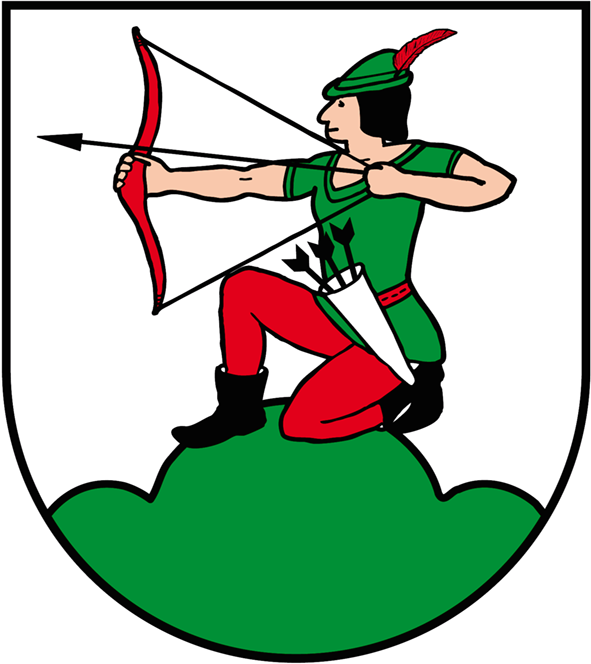
Schützberg
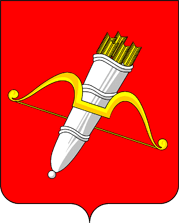
Atschinsk
Morsleben
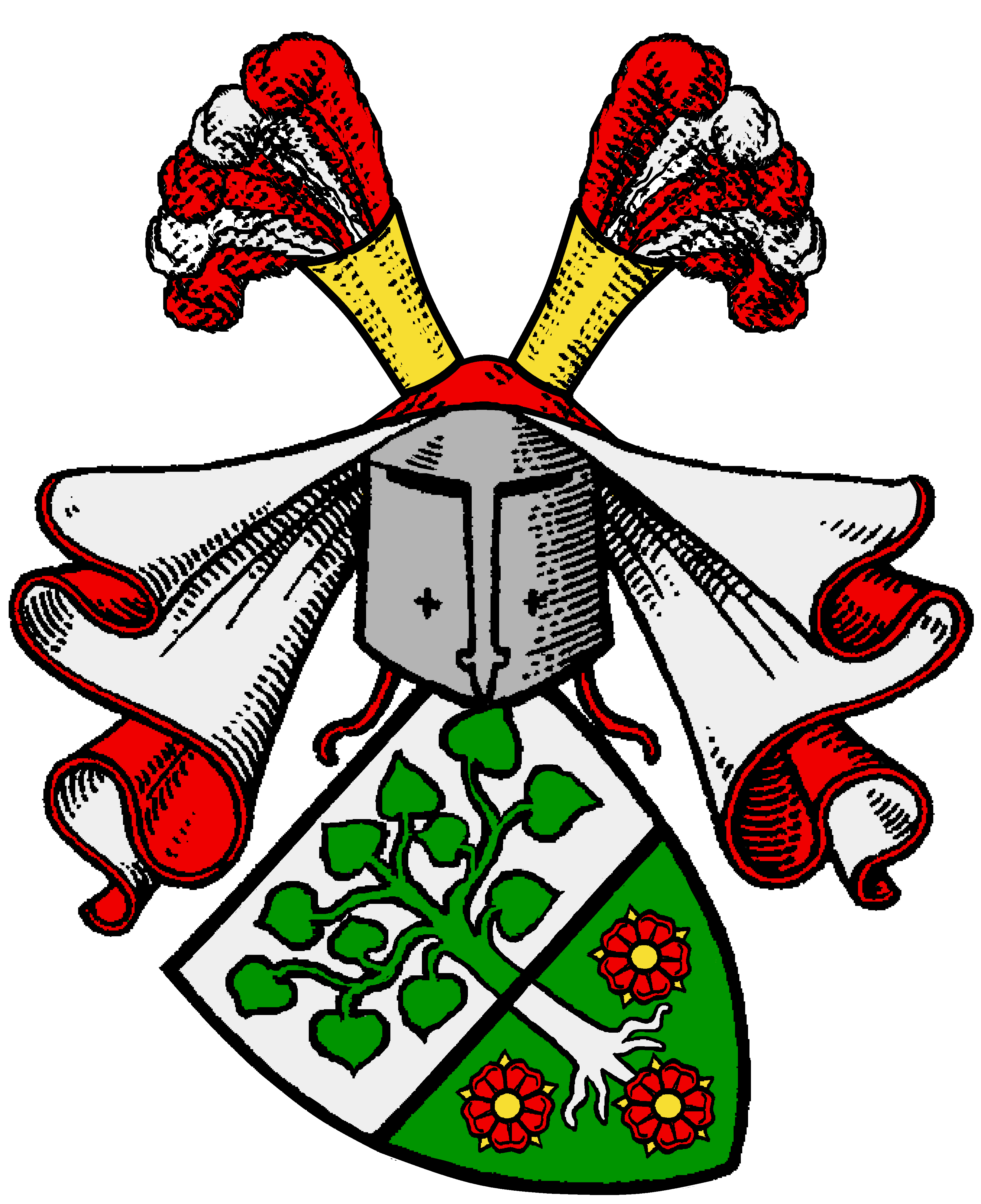
Lindenau (Adelsgeschlecht)